# Großherzogliches Amtshaus (Schwerin)
Das ehemalige Großherzogliche Amtshaus in Schwerin, Stadtteil Paulsstadt, Alexandrinenstraße 19/20/21 vor dem Pfaffenteich, ist ein Baudenkmal in Schwerin. Heute (2020) ist die evangelische berufliche Schule und die Altenpflegeschule der Diakonie sowie die evangelische Fachschule für Sozialpädagogik in dem Haus.

## Geschichte
Das dreigeschossige 23-achsige spätklassizistische Amtshaus von 1845 mit einem Mittelrisalit nach Plänen von Ludwig Bartning diente der Verwaltung des landesherrlichen Grundbesitzes (Domanium) im Domanialamt Schwerin. Im Zentrum waren repräsentative Säle, Büroräume und Aktenräume sowie in den Eckpavillons die Dienstwohnungen untergebracht; im Hof lagen Ställe und Remisen sowie ein größerer Garten.
Das Domanium des Großherzogtums Mecklenburg-Schwerin stellte das unmittelbare Eigentum des Großherzogs dar und umfasste etwa 40 Prozent des Landes. Im Landesteil Schwerin waren das 5604 Quadratkilometer, deren Verwaltung hier sowie in den 23 Domanialämtern im Lande stattfand.
Im Laufe der Zeit zogen verschiedene Einrichtungen in das Gebäude. Heute ist hier die berufliche Schule des Diakoniewerkes Neues Ufer – Evangelische Altenpflegeschule sowie die Evangelischen Fachschule für Sozialpädagogik Schwerin.
Das Bauwerk ist seit 2024 als Teil des Residenzensembles Schwerin UNESCO-Welterbe.